# Скорпіонниця звичайна
Скорпіонниця звичайна (Panorpa communis) — вид комах родини скорпіонниць (Panorpidae).

## Опис

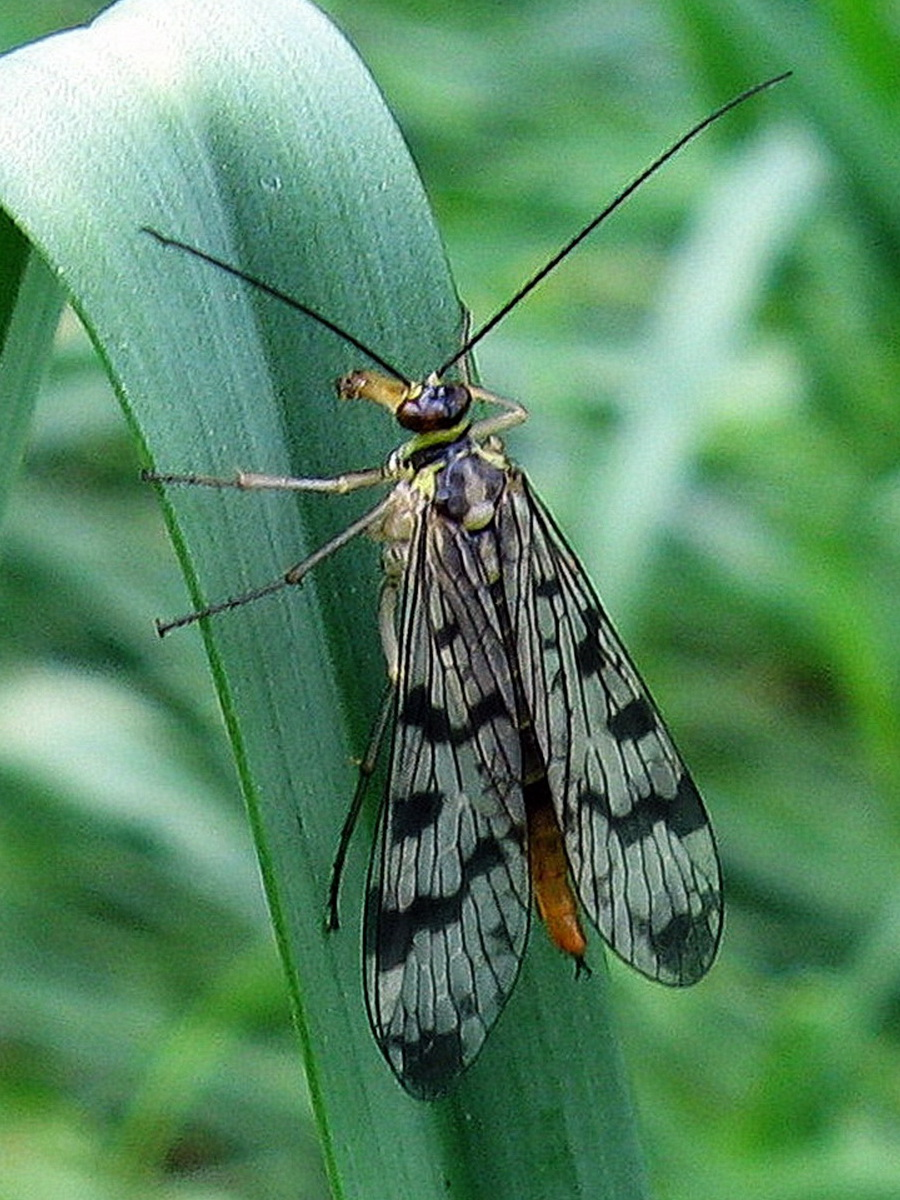

Скорпіонниця звичайна забарвлена в темно-бурі тони, черевце знизу зеленувате, у самців вершина черевця з червоними короткими і товстими щипцями. Крила прозорі, із чорно-бурими перев'язями та плямами. Розмах крил 25–34 мм.

## Спосіб життя
Вид поширений на всій території України, у Європі та Росії. Звичайний у лісах, чагарниках та садах. 
Літ імаго спостерігається в травні — липні. Дорослі скорпіонниці не нападають на живих комах, але охоче живляться їх свіжими трупами, інколи живляться трупами хребетних тварин, часто висисають нектар квітів. 
Запліднена самка відкладає яйця в підстилку, через 8 днів виходять личинки, які в місяць досягають повного зросту і потім зариваються глибше, роблячи порожнину для заляльковування, де лежать від 10 днів до 2 тижнів, потім обертаються в лялечку і через 2 тижні перетворюються на дорослу комаху. Протягом літа може вирости два покоління, останнє з яких зимує в стадії личинки або лялечки.